# Anaimalus gibbulus
Anaimalus gibbulus is een hooiwagen uit de familie Assamiidae. De wetenschappelijke naam van Anaimalus gibbulus gaat terug op Roewer.